# Pterolophia globosa
Pterolophia globosa là một loài bọ cánh cứng trong họ Cerambycidae.